# Harpócrates

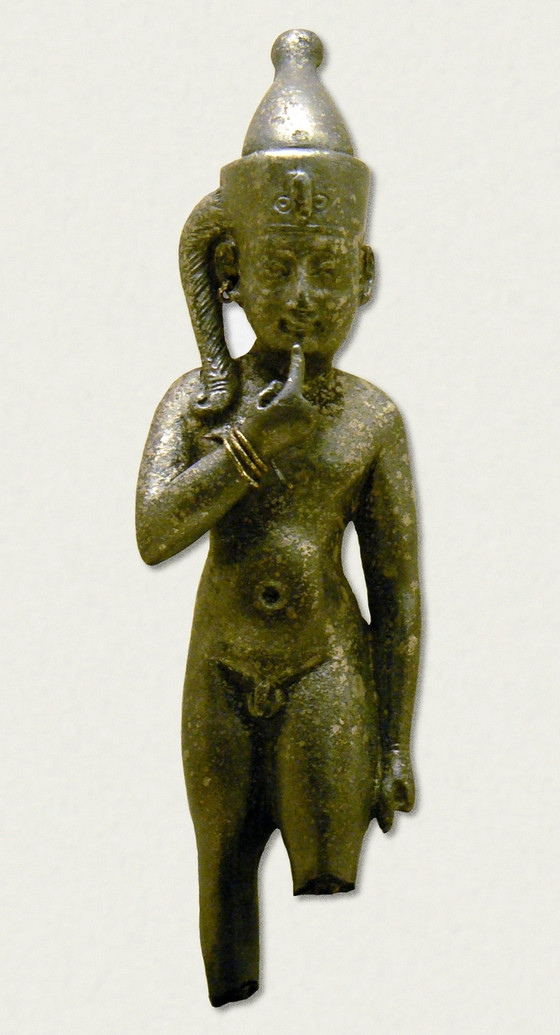
Harpócrates como Horus niño.

Harpócrates (en griego antiguo: Ἁρποκράτης; en fenicio: 𐤇𐤓𐤐𐤊𐤓𐤈, ḥrpkrṭ; en copto: ϩⲁⲣⲡⲟⲕⲣⲁⲧⲏⲥ harpokrates), era el dios del silencio, los secretos y la confidencialidad en la religión helenística desarrollada en la Alejandría ptolemaica (y también una encarnación de la esperanza, según Plutarco). Harpócrates fue adaptado por los griegos del dios niño egipcio Horus, que representaba al sol recién nacido, que salía cada día al amanecer. El nombre de Harpócrates fue una helenización del egipcio Horpajard o Harpajered, que significa «Horus el niño». Horus es representado como un niño desnudo con el dedo en la boca, una realización del jeroglífico para "niño" (𓀔). Malinterpretando este gesto, los poetas griegos y romanos posteriores hicieron de Harpócrates el dios del silencio y el secreto.  También simboliza el sol del amanecer o del invierno, y la renovación constante. 
| G5 | p · F32 | r · d | A2 |

| G5 | p · F32 | r · d | A2 |

## Iconografía

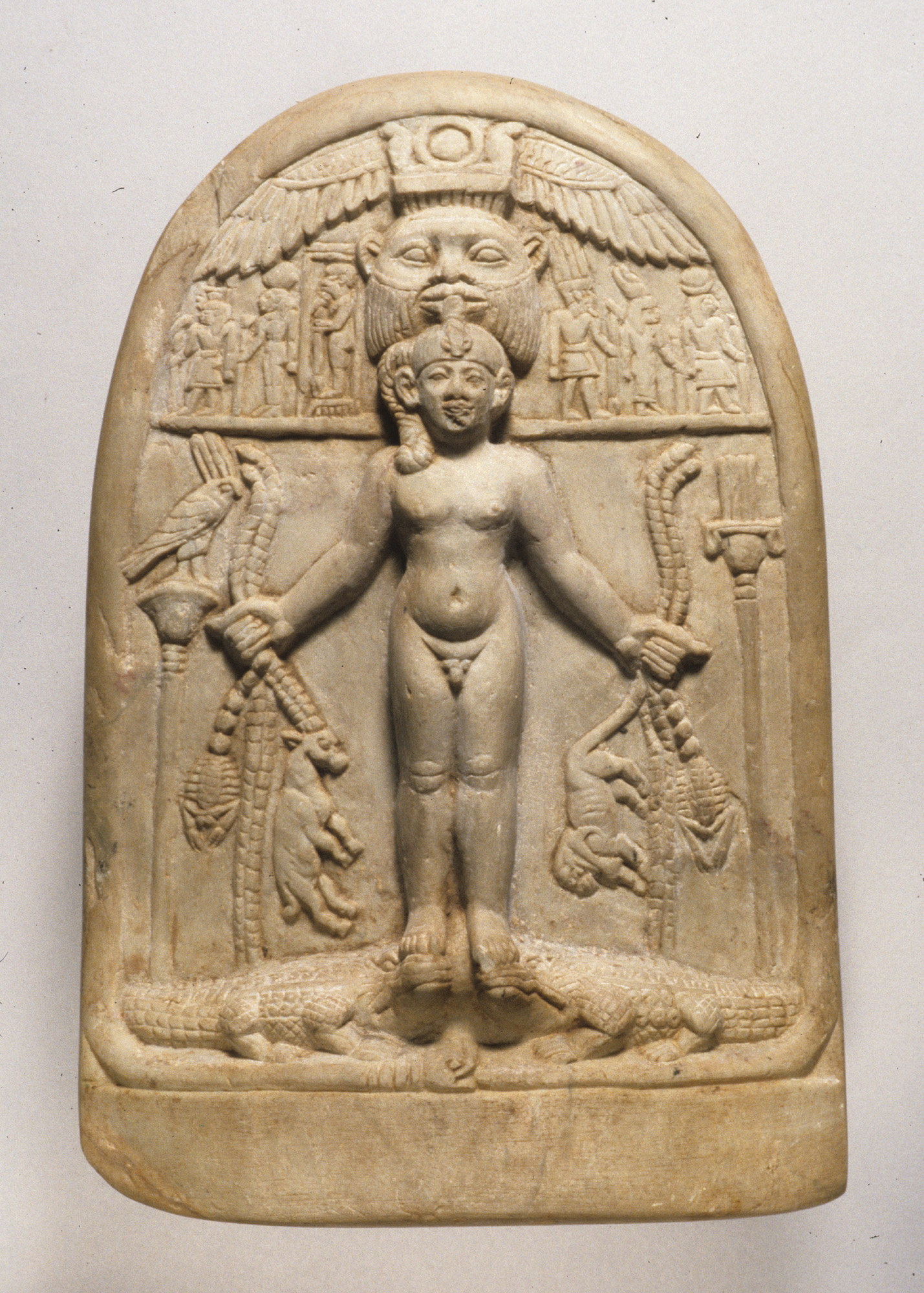
Harpócrates como Horus sobre los cocodrilos.

Su aspecto más conocido es el de Horus sobre los cocodrilos, una forma tardía que representa al niño Horus de pie sobre dos cocodrilos mientras su madre busca a Osiris desaparecido. También, como un niño desnudo con el dedo de su mano derecha en la boca, portando corona real y ureus, y una coleta a un lado de su cabeza, característica de los príncipes egipcios. Como símbolo del sol naciente, le representan como un niño saliendo de un loto, en la época grecorromana. 

## Mitología
El niño Horus aparece en los Textos de las Pirámides, en el mito osiríaco, en el cual espera a su madre mientras esta parte en busca de Osiris, que ha sido asesinado por Seth y arrojado al río. Harpócrates permanece en Buto, cerca de una de las bocas del Nilo, al cuidado de una divinidad local. 
Es el sol débil del amanecer, o el Sol invernal, desnudo y desprotegido. Pero como este Sol, se transforma en un Sol poderoso, y de débil niño se transforma en un Horus poderoso y vengador de la muerte de su padre Osiris, en el Horus guerrero, Hartomes, que vence a Seth. 
Formaba parte de la Enéada Heliopolitana.
Según Plutarco, Harpócrates fue engendrado por Isis y Osiris, en relaciones póstumas, naciendo antes de tiempo como un niño débil de piernas.

## Simbología
Para los antiguos griegos era hijo de Serapis e Isis y creyeron que era el dios del secreto y la discreción al interpretar por error la postura del dedo en la boca como un gesto de silencio. "No hay que imaginar que Harpócrates sea un dios imperfecto en estado de infancia ni grano que germina. Mejor le sienta considerarlo como aquel que rectifica y corrige las opiniones irreflexivas, imperfectas y parciales tan extendidas entre los hombres en lo que concierne a los dioses. Por eso, y como símbolo de discreción y silencio, aplica ese dios el dedo sobre sus labios". (Plutarco)

## Sincretismo
Cuando Isis fue transformada en la diosa Afrodita por los griegos, Harpócrates fue asimilado a Eros, que lo consideraron hijo de Serapis e Isis y le vieron como el dios del secreto y la discreción. También se le identificó con Harsomtus.

## Culto
Su culto se desarrolla en el Imperio Nuevo y los griegos le adoran en el templo de Coptos junto a Isis y en El Mahamud, al norte de Luxor, donde aparece como hijo de Montu y Raettauy. En Edfu se muestra como hijo de Hathor y de Harsomtus. El Horus sobre los cocodrilos aparece en unos amuletos llamados cippus, del periodo tardío, que se hacen muy populares contra los animales peligrosos.